# Ґрабово (Гнезненський повіт)
Ґрабово (пол. Grabowo, нім. Buchfelde) — село в Польщі, у гміні Тшемешно Гнезненського повіту Великопольського воєводства.
Населення — 83 особи (2011).
У 1975-1998 роках село належало до Бидгощського воєводства.

## Демографія
Демографічна структура станом на 31 березня 2011 року:
|          | Загалом | Допрацездатний вік | Працездатний вік | Постпрацездатний вік |
| -------- | ------- | ------------------ | ---------------- | -------------------- |
| Чоловіки | 36      | 7                  | 24               | 5                    |
| Жінки    | 47      | 11                 | 25               | 11                   |
| Разом    | 83      | 18                 | 49               | 16                   |